# Gron (Cher)
Pour les articles homonymes, voir Gron.
Gron est une commune française située dans le département du Cher en région Centre-Val de Loire.

## Géographie
Petit village du Cher dans la région du Centre, Gron fait partie du canton de Baugy.
Situé à 215 mètres d'altitude et voisin des communes de Chaumoux-Marcilly et de Baugy, 485 habitants (appelés les Grondais et les Grondaises) résident sur la commune de Gron sur une superficie de 26,2 km2 (soit 18 hab./km2).
La plus grande ville à proximité de Gron est la ville de Bourges, située au sud-ouest de la commune à 26 km. La rivière l'Yèvre qui prend sa source à Gron est le principal cours d'eau qui traverse le village, deux autres ruisseaux sont aussi présents : le Gron et le Tribaut (mitoyen avec la commune de Villequiers).
Le village est composé de : son bourg, Saint-Igny, Solérieux, Châteaudin, Le Buisson, Les Chapelles, Les Savinges, Le Chaillou, Les Angelets, La Grande Metairie, La Motte, La Poupardine, Le Coupoy, Les Coques, Le Moulin de Coupoy, La Grenouillere, Pignoux, L'Ouasse, Le Chat Huant, La Vigne à Reinche, le Carroux, Champs sous les Vignes.

### Climat
Pour des articles plus généraux, voir Climat du Centre-Val de Loire et Climat du Cher.
En 2010, le climat de la commune est de type climat océanique dégradé des plaines du Centre et du Nord, selon une étude du CNRS s'appuyant sur une série de données couvrant la période 1971-2000. En 2020, Météo-France publie une typologie des climats de la France métropolitaine dans laquelle la commune est exposée à un climat océanique altéré et est dans la région climatique  Centre et contreforts nord du Massif Central, caractérisée par un air sec en été et un bon ensoleillement. 
Pour la période 1971-2000, la température annuelle moyenne est de 11 °C, avec une amplitude thermique annuelle de 15,2 °C. Le cumul annuel moyen de précipitations est de 809 mm, avec 11,6 jours de précipitations en janvier et 7,4 jours en juillet. Pour la période 1991-2020, la température moyenne annuelle observée sur la station météorologique la plus proche, située sur la commune d'Étréchy à 5 km à vol d'oiseau, est de 11,5 °C et le cumul annuel moyen de précipitations est de 794,9 mm,. Pour l'avenir, les paramètres climatiques de la commune estimés pour 2050 selon différents scénarios d'émission de gaz à effet de serre sont consultables sur un site dédié publié par Météo-France en novembre 2022.
| Mois                                  | jan.             | fév.            | mars           | avril         | mai             | juin           | jui.          | août           | sep.          | oct.            | nov.             | déc.            | année     |
| ------------------------------------- | ---------------- | --------------- | -------------- | ------------- | --------------- | -------------- | ------------- | -------------- | ------------- | --------------- | ---------------- | --------------- | --------- |
| Température minimale moyenne (°C)     | 0,8              | 0,5             | 2,6            | 4,4           | 8,2             | 11,6           | 13,4          | 13,3           | 9,8           | 7,5             | 3,9              | 1,5             | 6,5       |
| Température moyenne (°C)              | 3,9              | 4,5             | 7,7            | 10,3          | 14,2            | 17,8           | 20            | 19,9           | 15,9          | 12,2            | 7,4              | 4,5             | 11,5      |
| Température maximale moyenne (°C)     | 7                | 8,5             | 12,9           | 16,2          | 20,2            | 24             | 26,6          | 26,5           | 21,9          | 16,8            | 10,9             | 7,5             | 16,6      |
| Record de froid (°C) date du record   | −14,4 12.01.1987 | −15 14.02.1991  | −12,8 01.03.05 | −6 08.04.03   | −1 17.05.12     | 0,9 05.06.1991 | 5,5 17.07.00  | 1,7 31.08.1986 | 1 25.09.03    | −4,6 31.10.1997 | −10,7 21.11.1993 | −13 31.12.1985  | −15 1991  |
| Record de chaleur (°C) date du record | 17,5 05.01.1999  | 21,4 24.02.1990 | 24,5 16.03.12  | 28,6 25.04.07 | 32,7 15.05.1992 | 39,5 27.06.19  | 40,6 25.07.19 | 40,5 11.08.03  | 34,8 14.09.20 | 28,7 13.10.19   | 24 07.11.15      | 19,6 16.12.1989 | 40,6 2019 |
| Précipitations (mm)                   | 67,2             | 55,8            | 56,7           | 63,5          | 72,2            | 62,4           | 65            | 56,9           | 59            | 79,6            | 78,1             | 78,5            | 794,9     |

## Urbanisme

### Typologie
Au 1er janvier 2024, Gron est catégorisée commune rurale à habitat dispersé, selon la nouvelle grille communale de densité à 7 niveaux définie par l'Insee en 2022.
Elle est située hors unité urbaine. Par ailleurs la commune fait partie de l'aire d'attraction de Bourges, dont elle est une commune de la couronne,. Cette aire, qui regroupe 111 communes, est catégorisée dans les aires de 50 000 à moins de 200 000 habitants,.

### Occupation des sols
L'occupation des sols de la commune, telle qu'elle ressort de la base de données européenne d’occupation biophysique des sols Corine Land Cover (CLC), est marquée par l'importance des territoires agricoles (78,3 % en 2018), une proportion sensiblement équivalente à celle de 1990 (78,2 %). La répartition détaillée en 2018 est la suivante : 
terres arables (67,1 %), forêts (21,7 %), prairies (7,1 %), zones agricoles hétérogènes (4,1 %).
L'évolution de l’occupation des sols de la commune et de ses infrastructures peut être observée sur les différentes représentations cartographiques du territoire : la carte de Cassini (XVIIIe siècle), la carte d'état-major (1820-1866) et les cartes ou photos aériennes de l'IGN pour la période actuelle (1950 à aujourd'hui).

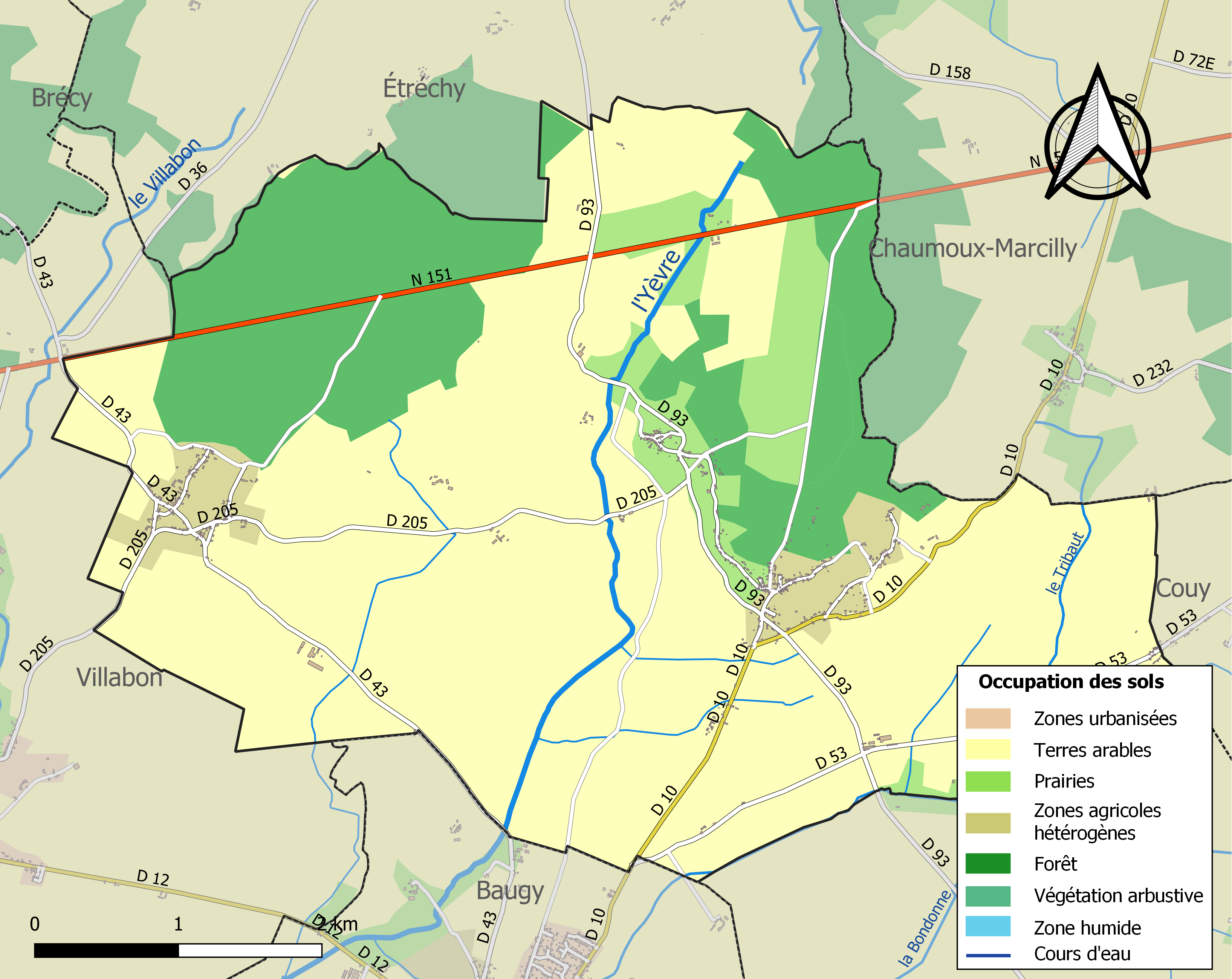
Carte des infrastructures et de l'occupation des sols de la commune en 2018 (CLC).

### Risques majeurs
Le territoire de la commune de Gron est vulnérable à différents aléas naturels : météorologiques (tempête, orage, neige, grand froid, canicule ou sécheresse), mouvements de terrains et séisme (sismicité faible). Il est également exposé à un risque technologique,  le transport de matières dangereuses. Un site publié par le BRGM permet d'évaluer simplement et rapidement les risques d'un bien localisé soit par son adresse soit par le numéro de sa parcelle.

#### Risques naturels

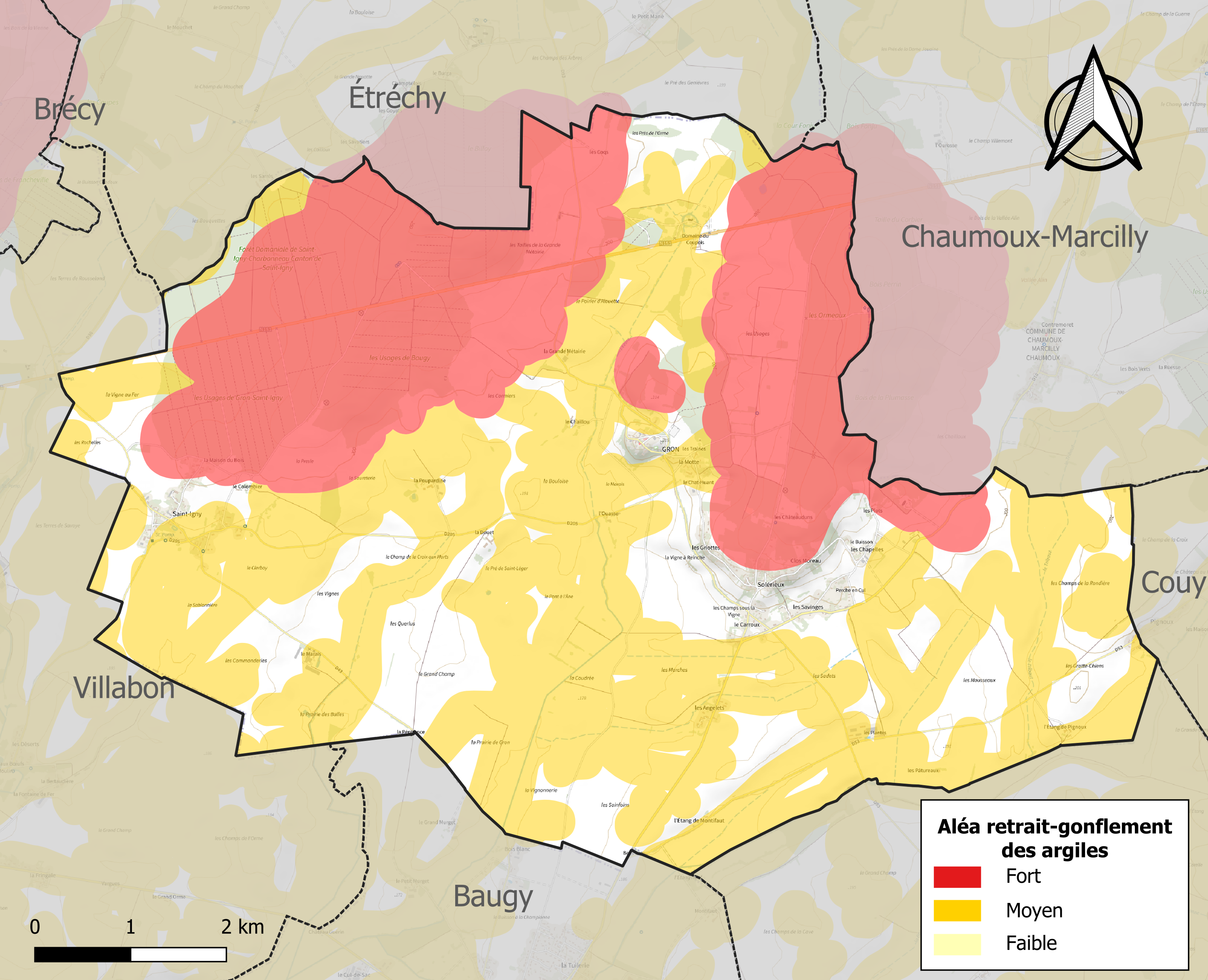
Carte des zones d'aléa retrait-gonflement des sols argileux de Gron.

La commune est vulnérable au risque de mouvements de terrains constitué principalement du retrait-gonflement des sols argileux. Cet aléa est susceptible d'engendrer des dommages importants aux bâtiments en cas d’alternance de périodes de sécheresse et de pluie. 79,3 % de la superficie communale est en aléa moyen ou fort (90 % au niveau départemental et 48,5 % au niveau national). Sur les 274 bâtiments dénombrés sur la commune en 2019, 123 sont en aléa moyen ou fort, soit 45 %, à comparer aux 83 % au niveau départemental et 54 % au niveau national. Une cartographie de l'exposition du territoire national au retrait gonflement des sols argileux est disponible sur le site du BRGM,.
Concernant les mouvements de terrains, la commune a été reconnue en état de catastrophe naturelle au titre des dommages causés par la sécheresse en 2018 et 2019 et par des mouvements de terrain en 1999.

#### Risques technologiques
Le risque de transport de matières dangereuses sur la commune est lié à sa traversée par des infrastructures routières ou ferroviaires importantes ou la présence d'une canalisation de transport d'hydrocarbures. Un accident se produisant sur de telles infrastructures est en effet susceptible d’avoir des effets graves au bâti ou aux personnes jusqu’à 350 m, selon la nature du matériau transporté. Des dispositions d’urbanisme peuvent être préconisées en conséquence.

## Toponymie
Étymologie de Gron :
- 1120 : Gronium
- 1170 : Grummum ou Grummo
- 1209 : Gronium
- 1227 : Grum
- 1529 : Groneium
- 1793 : Grond
- 1987 : Gron

(cf. Dictionnaire topographique du Cher. H. Boyer, R. Latouche)
Gron pouvant être d'origine gauloise, les habitants de la commune sont appelés Grondais et Grondaises.

## Histoire
"D'après l'historien A. Buhot de Kersers, l'origine de Gron remonterait à l'époque gauloise, cependant d'après Mr Michel Grattier dans la revue " Gallia préhistoire" des ateliers de débitage paléolithiques de pierres à silex ont existé à l'Est de Bourges (Gron). L'auteur précise aussi dans son article que des buttes résiduelles d'argile à silex ont été découvertes à Gron. Ce qui du coup fait remonter l'histoire à des milliers et peut être  à des centaines de milliers d'années avant notre ère (entre 200 000 et 500 000 années avant Jésus-Christ)." 
cf commune de Gron, le chemin de la mémoire de Patrice Minon.

## Politique et administration
| Période    | Période    | Identité        | Étiquette | Qualité      |
| ---------- | ---------- | --------------- | --------- | ------------ |
| Juin 1995  | Avril 2014 | Pascal Orlowski | Rad.      |              |
| avril 2014 | En cours   | Jean Moinet,    |           | Ancien cadre |

## Démographie
L'évolution du nombre d'habitants est connue à travers les recensements de la population effectués dans la commune depuis 1793. Pour les communes de moins de 10 000 habitants, une enquête de recensement portant sur toute la population est réalisée tous les cinq ans, les populations de référence des années intermédiaires étant quant à elles estimées par interpolation ou extrapolation. Pour la commune, le premier recensement exhaustif entrant dans le cadre du nouveau dispositif a été réalisé en 2005.

En 2022, la commune comptait 469 habitants, en évolution de −1,26 % par rapport à 2016 (Cher : −2,48 %, France hors Mayotte : +2,11 %).
| 1793 | 1800 | 1806 | 1821 | 1831 | 1836 | 1841 | 1846 | 1851 |
| ---- | ---- | ---- | ---- | ---- | ---- | ---- | ---- | ---- |
| 835  | 756  | 747  | 740  | 858  | 894  | 833  | 975  | 980  |

| 1856 | 1861 | 1866  | 1872  | 1876  | 1881  | 1886 | 1891  | 1896 |
| ---- | ---- | ----- | ----- | ----- | ----- | ---- | ----- | ---- |
| 983  | 930  | 1 076 | 1 055 | 1 055 | 1 065 | 958  | 1 124 | 908  |

| 1901 | 1906 | 1911 | 1921 | 1926 | 1931 | 1936 | 1946 | 1954 |
| ---- | ---- | ---- | ---- | ---- | ---- | ---- | ---- | ---- |
| 909  | 856  | 860  | 706  | 646  | 648  | 631  | 622  | 544  |

| 1962 | 1968 | 1975 | 1982 | 1990 | 1999 | 2005 | 2006 | 2010 |
| ---- | ---- | ---- | ---- | ---- | ---- | ---- | ---- | ---- |
| 487  | 438  | 365  | 302  | 341  | 426  | 441  | 443  | 475  |

| 2015 | 2020 | 2022 | - | - | - | - | - | - |
| ---- | ---- | ---- | - | - | - | - | - | - |
| 482  | 459  | 469  | - | - | - | - | - | - |

## Vie locale

### Enseignement
École maternelle petite section au CP.
Les listes d'établissements scolaires du 1er et du 2d degrés sont disponibles sur les sites des inspections académiques des départements. On pourra également se référer à l'annuaire national tenu à jour par le ministère de l'Éducation nationale.

## Culture locale et patrimoine

### Lieux et monuments
- Église Saint-Étienne, datant du XIIe siècle
- les différents poteaux Michelin :
- Lavoir :

### Personnalités liées à la commune
- Alphonse Poirée (1883-1922), aviateur de la Première Guerre mondiale puis pilote d'essai, né à Gron.